# Cylindrophyllum
Cylindrophyllum is een geslacht uit de ijskruidfamilie (Aizoaceae). De soorten uit het geslacht komen voor in de Kaapprovincie in Zuid-Afrika.

## Soorten
- Cylindrophyllum calamiforme (L.) Schwantes
- Cylindrophyllum comptonii L.Bolus
- Cylindrophyllum hallii L.Bolus
- Cylindrophyllum obsubulatum (Haw.) Schwantes
- Cylindrophyllum tugwelliae L.Bolus

... · 
Antimima · 
Argyroderma · 
Carpobrotus · 
Disphyma · 
Dorotheanthus · 
Gibbaeum · 
Lapidaria · 
Lithops · 
Mesembryanthemum · 
Sceletium · 
Tetragonia · 
...